# Passe incomplète
Une passe incomplète au football américain, est une passe que le receveur n'a pas réussi à attraper et sécuriser. 
Pour que la passe soit complétée, le receveur doit avoir ses deux pieds positionnés dans le terrain et être en contrôle du ballon. Une passe incomplète n'entraîne pas la perte du ballon par l'équipe qui attaque.  

## Variations
Dans le football américain pratiqué en France, un seul pied dans le terrain suffit pour que la passe soit considérée comme complète ; il en est de même en NCAA.
En 2010, la NFL fait évoluer légèrement la règle : auparavant, une passe sur le point d'être contrôlée par le receveur, avant que celui-ci soit poussé en dehors du terrain par la défense, était malgré tout valide. À partir du changement de règle, elle est considérée comme incomplète.